# Lil’ Ed and The Blues Imperials
Lil’ Ed and The Blues Imperials sind eine Bluesband aus Chicago rund um den Slidegitarristen Lil’ Ed Williams.

## Bandgeschichte
Die Band wurde in den 1980er Jahren vom Slidegitarristen Ed Williams in Chicago gegründet. Williams lernte das Gitarrespiel bei seinem Onkel J. B. Hutto. Neben der Slidegitarre brachte ihm sein Onkel auch noch Bass und Gitarre bei. Mitte der 1970er Jahre wurden Williams und sein Halbbruder James "Pookie" Young professionelle Musiker und formten die ersten Blues Imperials. Um sich über Wasser zu halten, arbeitete Little Ed in einer Waschstraße, während sein Bruder einen Schulbus fuhr. Durch zahlreiche Auftritte erspielten sie sich eine große Fanschar, was dazu führte, dass Alligator Records mit ihnen einen Plattenvertrag unterschrieb. 1992 trennten sich die Wege der Bandmitglieder, doch kam es 1999 mit dem Album "Get Wild" zu einer glanzvollen Wiedervereinigung.
2009 erhielt die Band den Blues Music Award als Band des Jahres und schon 2007 wurde Ed Williams als Blueskünstler des Jahres mit diesem Preis ausgezeichnet.

## Besetzung
- Lil’ Ed Williams Gitarre
- Mike Garrett Gitarre
- James “Pookie” Young Bass
- Kelly Littleton Schlagzeug

## Diskographie

### Lil' Ed Williams and the Blues Imperials
- Roughhousin’ (1986) – Alligator
- Chicken, Gravy and Biscuits (1989) – Alligator
- What You See is What You Get (1992) – Alligator
- Get Wild (1999) – Alligator
- Heads Up (2002) – Alligator
- Rattleshake (2006) – Alligator
- Full Tilt (2008) – Alligator
- Jump Start (2012) – Alligator

### Solo
- Keep on Walkin’ (1996) – Earwig Records
- Who’s Been Talking (1998) – Blind Pig Records